# Kanonikát königseggovský I. a II.
 I. a II. königseggovský kanonikát v Litoměřicích je historická právní figura vážící se ke katedrální kapitule sv. Štěpána v Litoměřicích.

## Historie

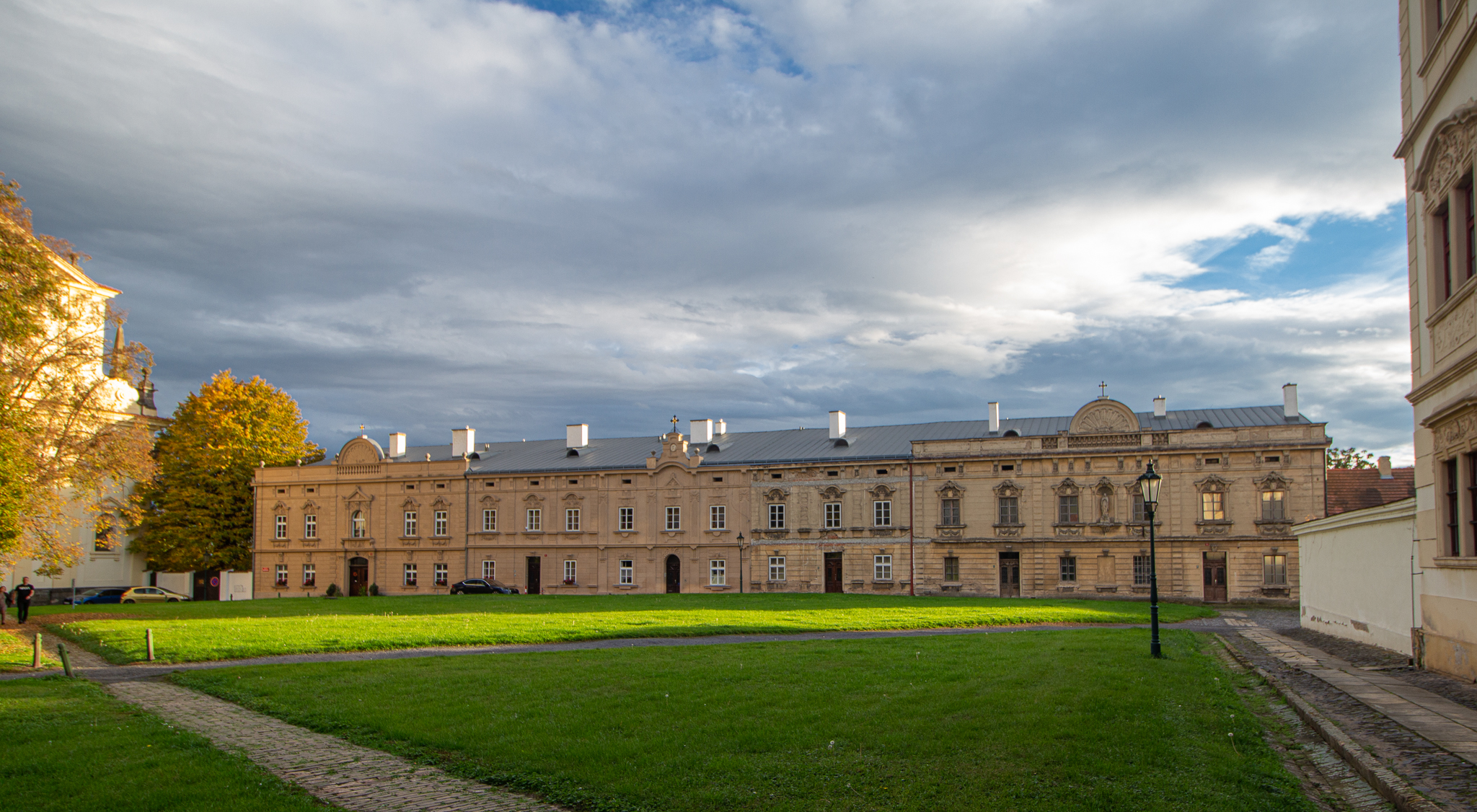
Kanovnické domy v Litoměřicích

Byl zřízen 3. litoměřickým biskupem Hugo Františkem Königseggem-Rottenfelsem zakládací listinou datovanou 1. října 1717. Nadační obnos pro zřízení kanonikátů činil 24 tisíc zlatých, které přišly z tzv. solní pokladny (Litoměřice byly významným překladištěm soli na Labi). Celá částka byla použita pro založení těchto dvou kanonikátů.
Königseggovský kanonikát I. a II. (někdy též psáno v listinách königseggiánský) jsou v litoměřické kapitule v kontinuitě od roku 1717 postupně obsazovány významnými kněžími působícími v litoměřické diecézi. Držitelé kanonikátů se nazývají kanovník königseggovský I. a königseggovský II. Jako sídelním kanovníkům vlastním právem držitelům kanonikátů přísluší insignie.

## Přehled kanovníků držitelů I. königseggovského kanonikátu
- Msgre. ThDr. Ferdinand Michl (* 10. března 1826; kanovníkem I. königseggovského kanonikátu od roku 1879)
- Msgre. ThDr. Antonín Alois Weber (* 24. října 1877; kanovníkem I. königseggovského kanonikátu od 1. dubna 1930 do 22. října 1931, kdy byl jmenován papežem Piem XI. 16. litoměřickým biskupem)
- Msgre., ThDr. Georg Zischek (* 16. února 1892; kanovníkem I. königseggovského kanonikátu od 30. května 1933; v květnu 1946 odsunut do Německa, působil v diecézi Eichstätt; † 14. září 1979)
- Msgre. Milan Bezděk (kanovníkem I. königseggovského kanonikátu od března 1990 do listopadu 2000)
- Stanislav Bečička (* 1926, farář v Kamenickém Šenově, kanovník königseggiánský I. od 24. října 2001 do 17. března 2010; následně se stal emeritním kanovníkem; † 8. července 2016)
- ICLic. Mgr. Józef Szeliga (* 2. února 1966, na kněze vysvěcen 11. června 1992, děkan v Litoměřicích, kanovníkem I. königseggovského kanonikátu od 12. února 2011)

## Přehled kanovníků držitelů II. königseggovského kanonikátu
- Johann Wilhelm von Horst (kanovníkem II. königseggovského kanonikátu v letech 1734-1748; odhalen jako pruský špión a vypovězen z císařských zemí)
- Anton Renner (kanovníkem II. königseggovského kanonikátu od roku 1817)
- ThDr. Augustin Bartoloměj Hille (kanovníkem II. königseggovského kanonikátu v letech 1831-1832; poté byl jmenován litoměřickým biskupem)
- ThDr. Alois Hille (kanovníkem II. königseggovského kanonikátu v letech 1868-1879; zároveň se stal prvním kanovníkem-penitenciářem podle ustanovení Tridenského koncilu[2])
- Msgre. Franz Xaver Reike (kanovníkem II. königseggovského kanonikátu od 1. května 1914 - † 1951, 27. května)
- ThDr. Tomáš Holoubek (kanovníkem II. königseggovského kanonikátu od 28. září 1972 do 14. ledna 1981, kdy zemřel)
- Jan Kozár (* 4. března 1933 – † 31. března 2009, kanovníkem II. königseggovského kanonikátu od 11. dubna 1995)
- Mgr. Rudolf Repka (* 23. června 1972, na kněze vysvěcen 8. května 1998, administrátor ve Cvikově, kanovníkem II. königseggovského kanonikátu od 12. února 2011)